# Lista de episódios de Saving Hope
Abaixo segue uma lista de episódios de Saving Hope, uma série de televisão canadense transmitida pela CTV.

## Resumo
| Temporada | Temporada | Episódios | Exibição original    | Exibição original      | Lançamento em DVD  | Lançamento em DVD     | Lançamento em DVD |
| Temporada | Temporada | Episódios | Estreia de temporada | Final de temporada     | Região 1           | Região 2              | Região 4          |
| --------- | --------- | --------- | -------------------- | ---------------------- | ------------------ | --------------------- | ----------------- |
|           | 1         | 13        | 7 de junho de 2012   | 13 de setembro de 2012 | 21 de maio de 2013 | 28 de outubro de 2013 | —                 |
|           | 2         | 18        | 25 de junho de 2013  |                        | —                  | —                     | —                 |
|           | 3         | 18        | janeiro de 2014      |                        | —                  | —                     | —                 |

## Temporada

### Primeira Temporada
| Nº   | Título                  | Exibição original                |
| ---- | ----------------------- | -------------------------------- |
| 1x01 | "Pilot"                 | 7 de junho de 2012 2012 2013     |
| 1x02 | "Contact"               | 21 de junho de 2012 2012 2013    |
| 1x03 | "Blindness"             | 28 de junho de 2012 2012 2013    |
| 1x04 | "The Fight"             | 5 de julho de 2012 2012 2013     |
| 1x05 | "Out of Sight"          | 12 de julho de 2012 2012 2013    |
| 1x06 | "The Great Randall"     | 12 de julho de 2012 2012 2013    |
| 1x07 | "Consenting Adults"     | 19 de julho de 2012 2012 2013    |
| 1x08 | "Heartsick"             | 26 de julho de 2012 2012 2013    |
| 1x09 | "Bea, Again"            | 16 de agosto de 2012 2012 2013   |
| 1x10 | "A New Beginning"       | 23 de agosto de 2012 2012 2013   |
| 1x11 | "The Law oof Contagion" | 30 de agosto de 2012 2012 2013   |
| 1x12 | "Ride Hard or Go Home"  | 6 de setembro de 2012 2012 2013  |
| 1x13 | "Pink Clouds"           | 13 de setembro de 2012 2012 2013 |

### Segunda Temporada
| Nº   | Título                        | Exibição original             |
| ---- | ----------------------------- | ----------------------------- |
| 2x01 | "I Watch Death"               | 25 de junho de 2013 2013 ???  |
| 2x02 | "Little Piggies"              | 2 de julho de 2013 2013 ???   |
| 2x03 | "Why Waste Time"              | 9 de julho de 2013 2013 ???   |
| 2x04 | "Defense"                     | 16 de julho de 2013 2013 ???  |
| 2x05 | "The Face of the Giant Panda" | 23 de julho de 2013 2013 ???  |
| 2x06 | "All Thing Must Pass"         | 30 de julho de 2013 2013 ???  |
| 2x07 | "Bed One"                     | 6 de agosto de 2013 2013 ???  |
| 2x08 | "Defriender"                  | 13 de agosto de 2013 2013 ??? |
| 2x09 | "Vamonos"                     | 20 de agosto de 2013 2013 ??? |
| 2x10 | ASA                           | janeiro de 2014 2013 ???      |